# Beerta
Beerta – wieś w Holandii, w prowincji Groningen, w gminie Oldambt. Była to siedziba oddzielnej gminy do roku 1991 Następnie wieś została włączona do gminy Reiderland, a w 2010 r. do gminy Oldambt.